# (6700) Kubišová
(6700) Kubišová est un astéroïde de la ceinture principale.

## Description
(6700) Kubišová est un astéroïde de la ceinture principale. Il fut découvert le 12 janvier 1988 à l'Observatoire Kleť par Zdeňka Vávrová. Il présente une orbite caractérisée par un demi-grand axe de 2,63 UA, une excentricité de 0,10 et une inclinaison de 6,1° par rapport à l'écliptique.

## Compléments